# 台湾佛甲草
台湾佛甲草（学名：Sedum formosanum）为景天科佛甲草属下的一个种。

## 別名
石板菜、東南景天、變葉景天、白豬母乳、白豬母菜、石板菜.

## 形態特徵
綠色肉質一年生草本，莖叢生，10-15cm，直立，密葉，二分支或三分支。

### 葉
葉互生，匙形，肉質，全緣，長10-15 mm，寬7-12 mm，葉尖銳狀，葉基楔形。

### 花
花黃色，聚繖花序；萼片五片，不等長，披針形；花瓣五瓣，披針形，前端漸尖；6-7mm；雄蕊10個，比花瓣短，花藥黃；心皮5片，直立成熟時，寬披針形，5-6mm；無梗，花期3月-6月。

### 果
果實直立，種子多數，長圓形，長0.4mm。

## 分佈
分佈於日本、琉球、菲律賓和台灣。台灣全島海邊岩石